# Stymphalella minuta
Stymphalella minuta är en insektsart som beskrevs av Evans 1954. Stymphalella minuta ingår i släktet Stymphalella och familjen dvärgstritar. Inga underarter finns listade i Catalogue of Life.